# Wilczy bilet (film)
Wilczy bilet – polski dramat społeczny z 1964 roku w reżyserii Antoniego Bohdziewicza.
Film został zrealizowany w konwencji reportażu publicystycznego. Zdjęcia kręcone były w Olsztynie, m.in. przy ul. Dąbrowszczaków, w Teatrze im. Stefana Jaracza oraz w okolicach jeziora Skanda.

## Fabuła
Akcja toczy się w fikcyjnym Ossowie, w Fabryce Wyrobów Precyzyjnych. Zakład właśnie otrzymał sztandar przechodni za osiągnięcia produkcyjne.  Jeden z robotników Franciszek Ziemny, nie godząc się na marnotrawstwo oraz kradzieże surowca w fabryce, pisze w tej sprawie list do prasy. Swoim postępowaniem naraża się dyrekcji zakładu i zostaje zwolniony z pracy, co z kolei powoduje problemy rodzinne. Jego syn, Jurek zdobywa jednak dowody, potwierdzające twierdzenia ojca.

## Obsada
W rolach głównych wystąpili:
- Włodzimierz Wilkosz – Franciszek Ziemny
- Janina Szydłowska – Elżbieta, żona Ziemnego
- Jerzy Kowalski – Jurek, syn Ziemnego
- Marek Idziński – dyrektor Karol Binowski
- Renata Kossobudzka – Krystyna, żona Binowskiego
- Tadeusz Gwiazdowski – Zakrzewski

Pozostałe nazwane:
- Medard Plewacki – sekretarz POP Ziarno
- Konrad Morawski – racjonalizator Pająk
- Marek Sobczyk – Orłowski, przewodniczący Rady Zakładowej
- Andrzej Wróblewski – wicedyrektor Fijałkowski
- Piotr Kurowski – Zygmunt Lasek, przewodniczący komisji
- Eugeniusz Aniszczenko – dyrektor
- Wiktor Nanowski – sekretarz partii
- Kazimierz Błaszczyński – nauczyciel
- Irena Burawska – kobieta zainteresowana mieszkaniem Ziemnego
- Stanisław Marian Kamiński – mężczyzna zainteresowany mieszkaniem Ziemnego
- Ludwik Kasendra – urzędnik w Ministerstwie Przemysłu  Ciężkiego